# Тетис (сателит)
Тетис је природни сателит Сатурна средње величине широк око 1.060 km. Открио га је Ђовани Доменико Касини 1684. и добио је име по титану Тетису из грчке митологије.
Тетис има малу густину од 0,98 g/cm3, што је најмање од свих великих сателита Сунчевог система, што наговештава да је сачињен од воденог леда, уз мали проценат стена. Ово је потврђено спектроспкопијом његове површине, што јепотврдило водени лед као доминантни површински материјал. Такође је присутна мала количина неидентификованог тамног материјала. Површина Тетиса је врло светла, по чему је други најсветлији сателит Сатурна после Енцелада, и неутралне је боје.
Површина Тетиса је мнгого прошарана кратерима и испресецана великим раседима/рововома. Највећи ударни кратер, Одисеј је око 400 km у пречнику, док је највећи ров, провалија Итака, око 100 100 km широка и више од 2000 km дуга. Може бити да су ове две највеће површинске одлике заједничког порекла. Мали део површине је покривен глатким равницама које могу бити криовулканског порекла. Као и сви други регуларни сателити Сатурна, и Тетис је настао од облака гаса и прашине који је оркуживао Сатурн по његовом образовању.
Тетис је посетило неколико свемирских сонди, међу којима су Пионир 11 (1979), Војаџер 1 (1980), Војаџер 2 (1981), и Касини неколико пута од 2004.